# Bay City (Wisconsin)
Bay City es una villa ubicada en el condado de Pierce en el estado estadounidense de Wisconsin. En el Censo de 2010 tenía una población de 500 habitantes y una densidad poblacional de 317 personas por km².

## Geografía
Bay City se encuentra ubicada en las coordenadas 44°35′16″N 92°27′25″O / 44.58778, -92.45694. Según la Oficina del Censo de los Estados Unidos, Bay City tiene una superficie total de 1.58 km², de la cual 1.52 km² corresponden a tierra firme y (3.94%) 0.06 km² es agua.

## Demografía
Según el censo de 2010, había 500 personas residiendo en Bay City. La densidad de población era de 317 hab./km². De los 500 habitantes, Bay City estaba compuesto por el 98.4% blancos, el 0.8% eran afroamericanos, el 0.2% eran amerindios, el 0.4% eran asiáticos, el 0% eran isleños del Pacífico, el 0% eran de otras razas y el 0.2% pertenecían a dos o más razas. Del total de la población el 0.6% eran hispanos o latinos de cualquier raza.